# Flughafen Grosny

i7
i11
i13
Der Flughafen Grosny (IATA-Code: GRV, ICAO-Code: URMG) ist der Verkehrsflughafen der russischen Stadt Grosny in der autonomen Republik Tschetschenien. Er liegt 7 Kilometer nördlich des Zentrums der Stadt und ist nicht zu verwechseln mit dem am östlichen Stadtrand gelegenen Militärflughafen in Chankala.
Der Flughafen verfügt über einige internationale sowie nationale Flugverbindungen, etwa nach Moskau und in die Türkei. Flugzeuge bis zu einer Größe von Airbus A321 und Boeing 757 können am Flughafen Grosny starten und landen.

## Geschichte
Der erste Flughafen in Grosny wurde im Jahr 1938 in Betrieb genommen, über ihn wurden Postflüge durchgeführt und medizinisches Material eingeflogen. Im Jahr 1977 wurde ein neugebauter Flughafenkomplex eingeweiht und auch erstmals eine befestigte Start- und Landebahn. Es gibt Bestrebungen, die Start- und Landebahn zu verlängern.